# Янчук Борис Васильович
Янчýк Бори́с Васи́льович (*8 січня 1935, село Прушинка, Козятинський район, Вінницька область, Українська СРР — †25 травня 2009, Одеса, Україна) — український письменник, прозаїк, перекладач, член Національної Спілки письменників України, Заслужений працівник культури України.

## Життєпис
Виховувався у родині сільського вчителя. Пережив в окупації Другу світову війну. Ще із шкільних років захоплювався гуманітарними науками, проте доля його тісно пов'язала з медициною. Атестат про середню освіту отримав у 1953 році в Козятинській школі № 1 імені Тараса Шевченка.

Закінчив Вінницький медичний інститут. У 1959 р. після закінчення медінституту працював головним лікарем в селах Вінниччини, був асистентом кафедри біохімії ВУЗу, у якому здобував освіту. Понад три роки працював на Козятинщині дільничним лікарем в с. Йосипівці, а як письменник в 1960-х роках розвивав свої творчі здібності кореспондентом обласної газети «Вінницька правда».

З 1965 по 1971 рр. проживав у Житомирі. Очолював відділ санітарної освіти міста. Працював викладачем у медичному технікумі, проте реалізовувався й в літературі.

Перші оповідання та новели почали з'являтися у 60-роках в регіональній пресі, зокрема в газеті «Вінницька правда». Це мотивувало його вдосконалюватися і він вступив до Літературного інституту ім. М. Горького в Москві.

З 1961 по 1971 роки у періодиці було надруковано 17 оповідань, 21 новела, значна кількість художніх етюдів, акварельних робіт, малюнків. За перших дві книги було прийнято до Спілки письменників України (1967). Стояв біля витоків створення у 1971 р. Вінницької письменницької організації СПУ.

На початку 1970-х років переїхав до Миколаєва, де на той час створювалася письменницька організація (1974). Переслідувався органами КДБ за написання роману «Незакінчена опера», де виклав версію убивства українського композитора Миколи Леонтовича співробітником Всеросійської надзвичайної комісії (ВЧК). Хоча у самому творі «Незакінчена опера» головний персонаж зображенний як затятий ленінець, прихильник більшовиського руху, російської революції, єдності "братніх народів", нероздільності української та російської культури та пролетарів усіх країн, та ярий критик-ненависник Центральної Ради, УНР, Української держави, національно-визвольної бородьби України 1917-1921рр. 
Належав до когорти «шістедесятників». Твори письменника зумисне не видавали, тому змушений був працювати за спеціальністю — тривалий час служив начальником медчастини.

На початку 1980-х років переїхав до Одеси, де в часи відлиги почав активно видаватися у видавництві «Маяк», а потім й у столичному видавництві «Дніпро». У 1989—1991 роках був активним учасником боротьби за незалежність України, керівником Одеського товариства української мови і культури «Південна громада».

У 1993—2000 роках через матеріальну скруту, викликану занепадом видавничої справи в Україні, змушений був знову повернутись до медичної практики. Працював головним лікарем Калантаївської сільської лікарської дільниці Роздільнянського району на Одещині, активно друкувався на сторінках місцевої районної газети «Вперед».
У літературному доробку збірки повістей та оповідань «В твоїх руках життя» (1964), «Біла земля» (1967), «Сьоме небо» (1970), «Свято серед будня» (1981), «Голубий стапель» (1985), романи «Незакінчена опера» (1986), «Клятва Гіппократа» (1987), «Таємниця Галена» (1989), «Лебеді з далекого берега» (1991), «День чорного янгола», "Пароль «Вервольф» (2007), а також понад тисячу публікацій у періодиці.

5 листопада 2008 року Указом Президента України нагороджений почесним званням «Заслужений працівник культури України».

Помер 25 травня 2009 року, похований на Новоміському (Таїровському) цвинтарі в Одесі.